# IPS-panel
In-Plane-Switching (IPS) är en teknik som används hos bildskärmar och utvecklades av Hitachi år 1996. IPS-paneler utvecklades med syftet att skapa en ny sorts skärmteknik som har bättre färgåtergivning och betraktningsvinklar än andra paneltyper. IPS-tekniken förekommer under många olika namn, till exempel PLS, AHVA och S-IPS. I grunden är det samma teknik, men utvecklad av olika företag.

## Teknik
Tekniken hos IPS-paneler är att kristallerna i skärmen rör sig parallellt med panelen och inte mot den, som exempelvis hos en TN-panel. Detta gör att ljuset från skärmen inte splittras lika mycket vilket resulterar i just bättre betraktningsvinklar och färgåtergivning. Denna teknik kräver att det finns två transistorer per pixel som aktiverar kristallen, till skillnad från TN-paneler där endast en transistor används.

## Egenskaper
IPS-skärmar med IPS-paneler är kända för ha bättre färgåtergivning och betraktningsvinklar än andra typer av paneler. Detta gör att denna teknik lämpar sig för bildbehandling eller andra områden där återgivning av korrekta färger är viktig. Nackdelen hos denna teknik är att den är dyrare att tillverka, kan ha dålig svarstid och drar mer ström än andra typer av paneler.

### Fördelar
- Bilden hos en IPS panel förändras/förvrängs ej vid beröring av panelytan, vilket gör tekniken lämplig för pekskärmar och mobiltelefoner.[5]
- Färgåtergivning
- Betraktningsvinklar

### Nackdelar
- IPS paneler kan kräva upp till 15 % mer el än TN paneler.
- IPS paneler är dyrare att tillverka än TN paneler.[6]
- IPS paneler har ofta högre svarstid TN paneler.
- Även om inte färgerna påverkas i vinkel påverkas svärtan. Det svarta i bilden blir ljusare vid hög betraktningsvinkel, vilket kallas IPS-glow.

## Källhänvisningar
1. ↑  ”Bildskärmar - Din guide till rätt bildkälla”. www.nordichardware.se. https://www.nordichardware.se/test/displays/bildskaermar-din-guide-till-raett-bildkaella.html. Läst 7 december 2018.
2. ↑  ”Panel Technologies - TN Film, VA, IPS - TFTCentral”. www.tftcentral.co.uk. http://www.tftcentral.co.uk/articles/panel_technologies.htm#ips. Läst 7 december 2018.
3. ↑  ”Så väljer du rätt lcd-skärm - vi reder ut begreppen”. TechWorld. https://techworld.idg.se/2.2524/1.142776/sa-valjer-du-ratt-lcd-skarm---vi-reder-ut-begreppen. Läst 7 december 2018.
4. ↑  ”Bildskärmsteknik”. FZ.se. https://www.fz.se/artikel/179426-bildskarmsteknik. Läst 7 december 2018.
5. ↑  ”IPS - Technology - Product / Technology | LG Display”. www.lgdisplay.com. Arkiverad från originalet den 2 maj 2015. https://web.archive.org/web/20150502194224/http://www.lgdisplay.com/eng/product/technology/IPS. Läst 7 december 2018.
6. ↑  Ivankov, Alex (1 september 2016). ”Advantages and disadvantages of IPS screen technology” (på amerikansk engelska). Version Daily. Arkiverad från originalet den 26 september 2017. https://web.archive.org/web/20170926041030/http://www.versiondaily.com/advantages-and-disadvantages-of-ips-screen-technology/. Läst 7 december 2018.